# Hermann Bächtold
Hermann Bächtold (* 3. Februar 1882 in Ramsen; † 4. Juni 1934 in Basel) war ein Schweizer Historiker.

## Leben
Der Sohn eines Polizisten wurde zunächst Lehrer, studierte dann von 1904 bis 1909 Geschichte in Neuenburg, Basel, Berlin und Freiburg im Breisgau, wo er 1909 mit einer Arbeit zur norddeutschen Handelsgeschichte im Mittelalter promoviert wurde. Von 1911 bis 1912 arbeitete er als Lehrer in Basel. 1912 habilitierte er sich in Basel und war dort anschliessend für zwei Jahre Mitarbeiter am Schweizerischen Wirtschaftsarchiv. 1915 wurde Bächtold ausserordentlicher Professor an der Universität Basel; von 1920 bis zu seinem Tod war er ordentlicher Professor, zunächst für mittelalterliche und neuere Geschichte, ab 1931 für allgemeine Geschichte.
Bächtold gründete 1919 die Evangelische Volkspartei mit, für die er sozialpolitische Richtlinien verfasste, und war von 1920 bis 1922 Redaktor der Evangelischen Volkszeitung. Er gehörte 1920 ebenfalls zu den Gründern der Genossenschaft  zur Herausgabe der Schweizerischen Monatshefte für Politik und Kultur. In seiner wissenschaftlichen Tätigkeit beschäftigte er sich vor allem mit Wirtschaftsgeschichte, mit Jacob Burckhardt, aber auch mit Fragen der damaligen Zeitgeschichte, und bemühte sich um eine religiöse Universalgeschichte. Bächtold war seit 1923 ausserordentliches, seit 1927 ordentliches Mitglied der Historischen Kommission bei der Bayerischen Akademie der Wissenschaften.

## Schriften (Auswahl)
- Der norddeutsche Handel im 12. und beginnenden 13. Jahrhundert. Walther Rothschild, Berlin 1910.
- Die geschichtlichen Grundlagen des Weltkrieges. Rascher, Zürich 1915.
- Zum Urteil über den preussisch-deutschen Staat : eine politisch-geographische Studie. Von Kober, Basel 1916.
- Die nationalpolitische Krisis in der Schweiz und unser Verhältnis zu Deutschland. Schwabe, Basel 1916.
- Freie Schule oder Staatsschule? Eine Frage an christliche Eltern. Werner Riehm, Basel 1921.
- Die schweizerische Volkswirtschaft in ihren Beziehungen zu Deutschland in Vergangenheit und Gegenwart. Huber, Frauenfeld 1927 (Die Schweiz im deutschen Geistesleben. Bd. 45).
- Wie ist Weltgeschichte möglich? Rektoratsrede. Helbing und Lichtenhahn, Basel 1931 (Basler Universitätsreden. H. 2).
- Gesammelte Schriften. Hrsg. von Eduard Vischer. Sauerländer, Aarau 1939.